# Templul Meenakshi Amman
Templul Meenakshi Amman este un templu hindus din orașul Madurai, India. Acesta este unul dintre cele mai mari temple și una dintre cele mai importante atracți turistice din sudul Indiei. Templul atrage anual milioane de vizitatori, mai ales în perioada festivalului Meenakshi Tirukalyanam.

## Istorie
Conform unei legende, templul ar fi fost întemeiat acum aproximativ două mileni de zeul Indra în timpul pelerinajului său pe pământ pentru a-și ispăși greșelile comise. Templul ar fi fost dedicat zeului Shiva, dar mai cu seamă soției sale Parvati, numele de Meenakshi venind de la unul dintre avatarele sale. În secolul al VII-lea d.Hr, sfântul și poetul Sambandar a menționat locașul în scrierile sale. Templul a fost jefuit în anul 1314 de către invadatorii musulmani conduși de Malik Kafur. După acest incident decorațiunile antice au fost în mare parte distruse iar edificiul a devenit o ruină. Prima inițiativă de a reconstrui templului a venit din partea regelui Viswanatha Nayak, care între anii 1559-1600 a reușit să restaureze structura. Templul a fost totuși reconstruit între anii 1623-1655 din ordinul regelui Thirumalai Nayak. 
Rous Peter (1786-1828), colector de Madurai în 1812, a primit porecla de Peter Pandian deoarece el era cel ce trata oamenii de diferite credințe în mod egal. El a donat pietre prețioase roși și aur pentru templu deoarece se spune că zeița Meenakshi l-a salvat de la un incident fatal. De asemenea, înainte să moară, a ordonat să fie îngropat cu fața spre templu.
În prezent, Meenakshi Amman este unul dintre cele mai importante temple din această parte a Indiei, atât pentru adepții hinduismului cât și pentru turiști. El atrage aproximativ 15.000 de vizitatori pe zi, în zilele din weekend numărul fiind mult mai mare. În timpul marelui festival religios Meenakshi Tirukalyanam, celebrat în perioada aprilie-mai, templul atrage aproximativ un milion de vizitatori, marea majoritate fiind pelerini.

## Arhitectură
Templul Meenakshi Amman este situat în zona istorică a orașului Madurai. Templul este format din mai multe curți despărțite între ele prin ziduri, având patru intrări situate în fiecare dintre cele patru puncte cardinale. În jurul curților există 14 gopurame sau turnuri-porți, dimensiunile lor variind în înălțime de la 45 de metri la 50 de metri. Cel mai înalt gopuram este cel sudic de aproximativ 52 de metri, iar cel mai vechi este cel estic, constrit între anii 1216-1238. Fiecare gopuram este o clădire piramidală, înaltă, decorată cu sute de statui ce reprezintă zei, demoni sau diferite animale. În total există 33.000 de statui în întreg complexul templului. În interiorul templului există numeroase altare dedicate unor zeități precum Ganesha, iar în centru se află altarul principal cu statuile lui Meenakshi și Shiva. Complexul măsoară aproximativ 180.000 de metri pătrați.

## Fotogalerie

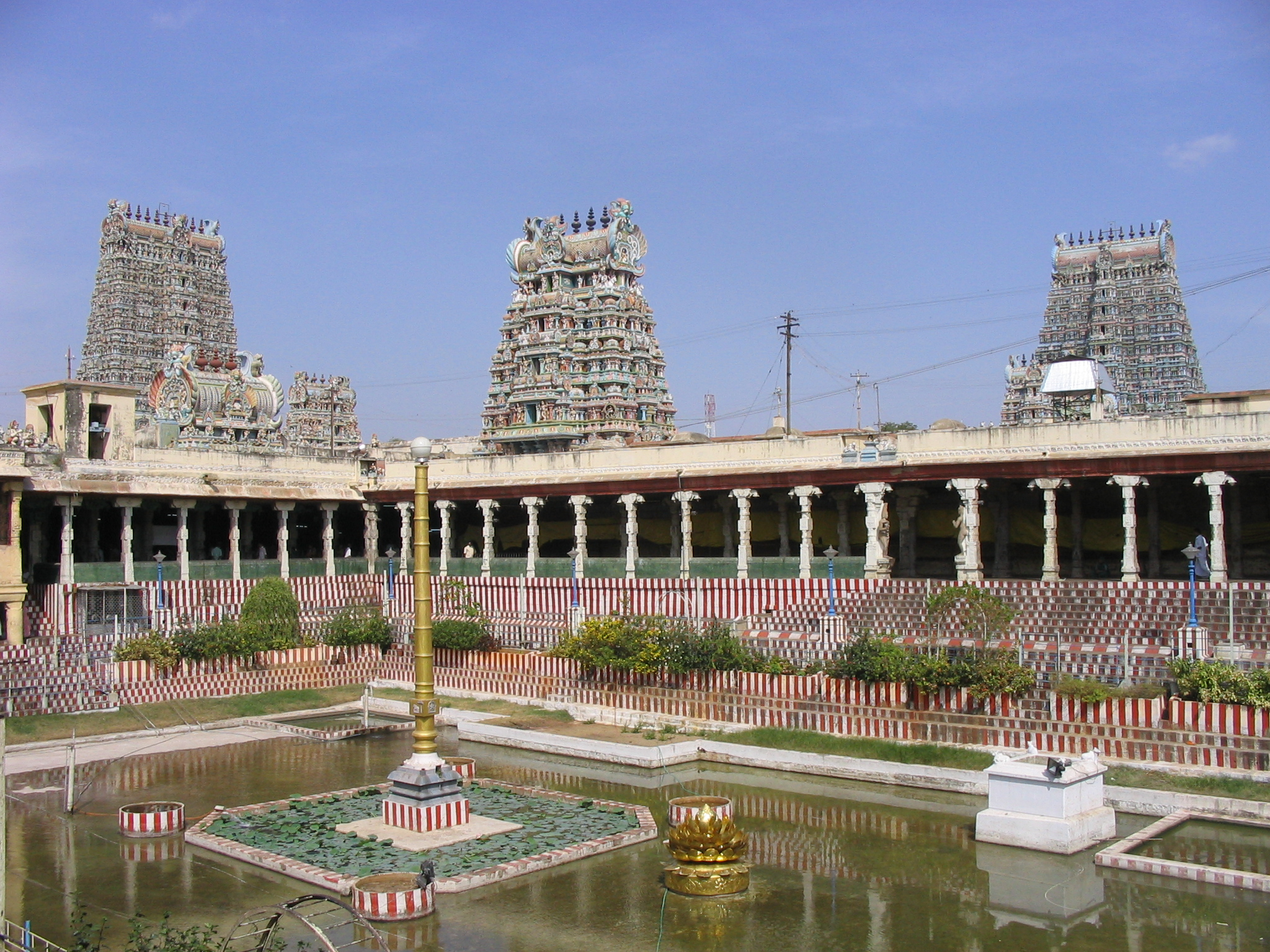
Curtea templului
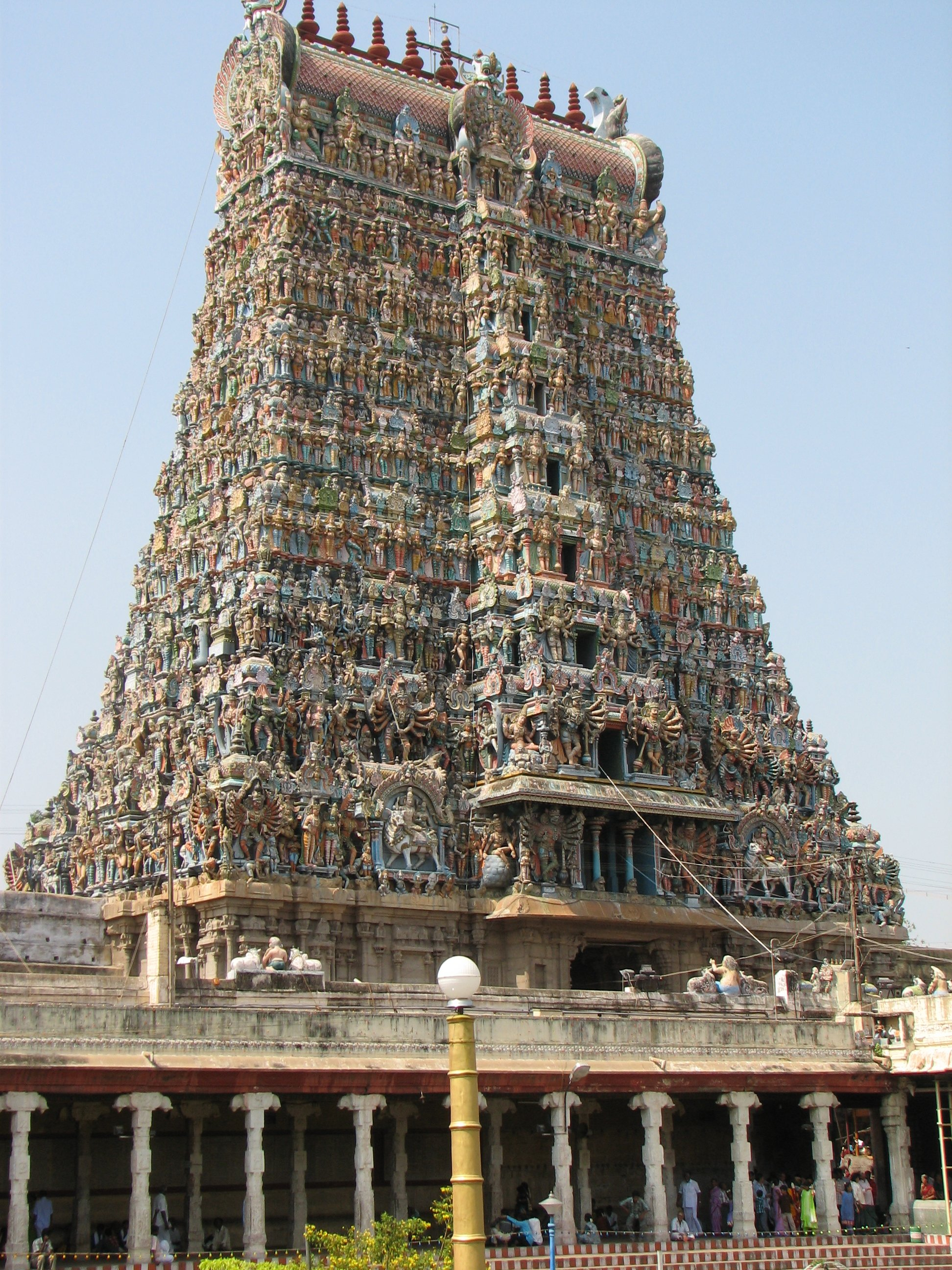
Un gopuram
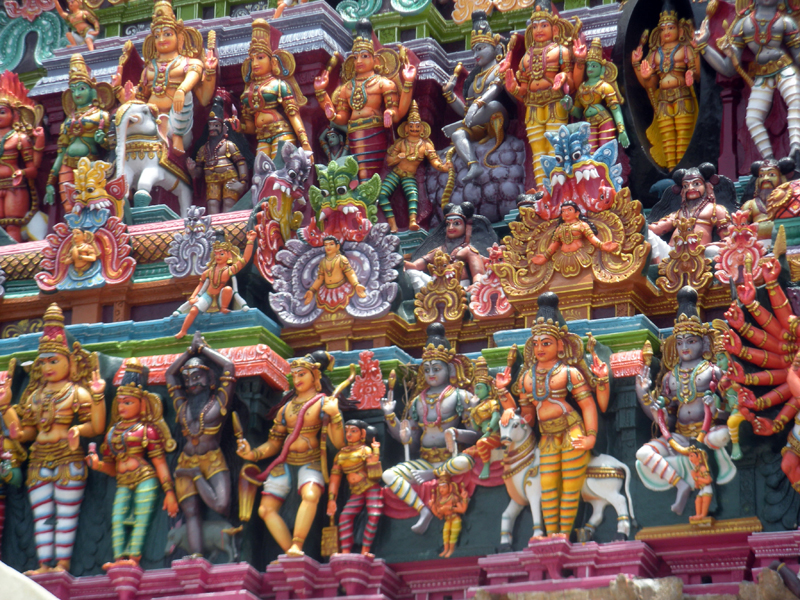
Statui de pe fațadă
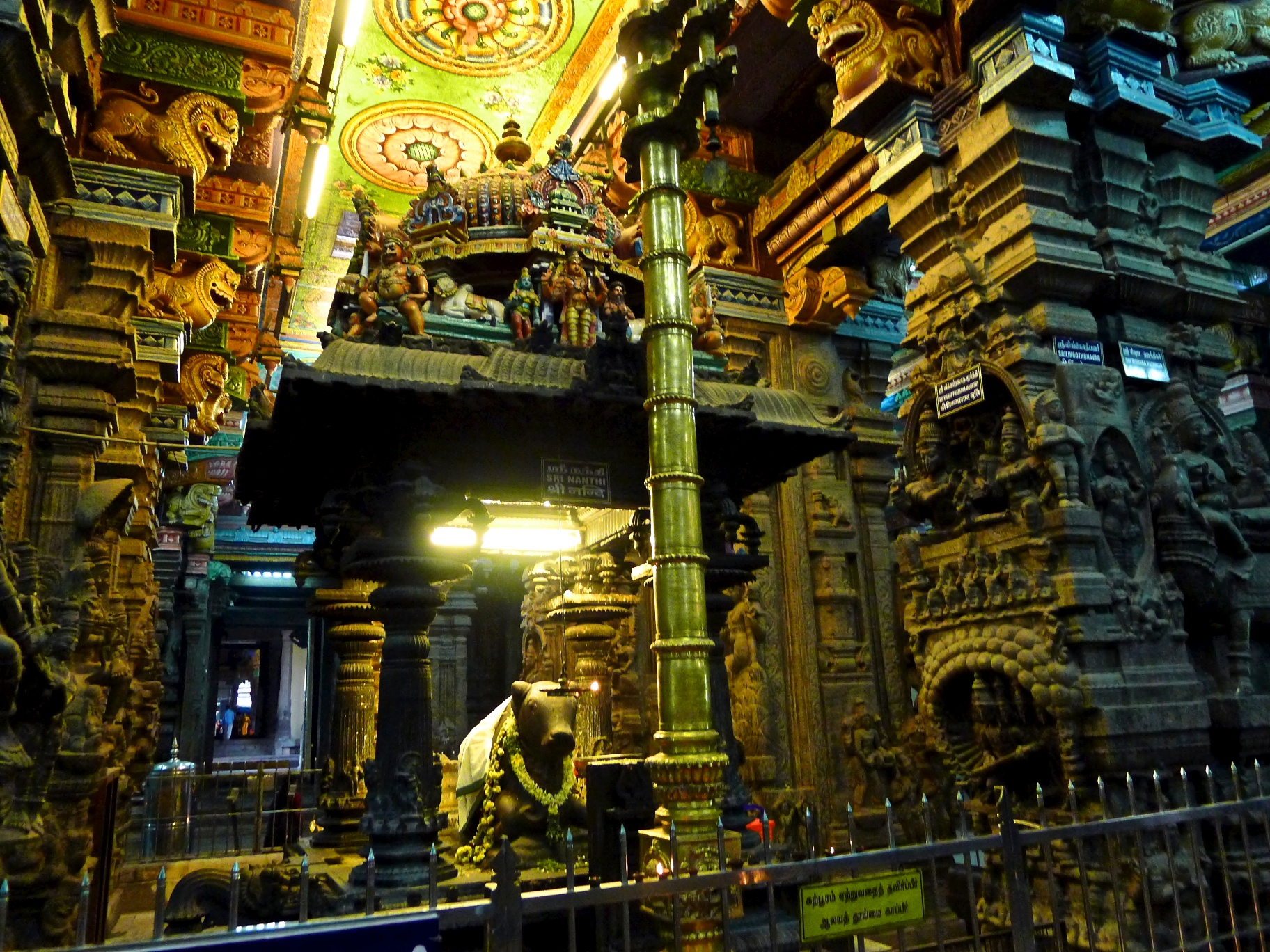
Interior
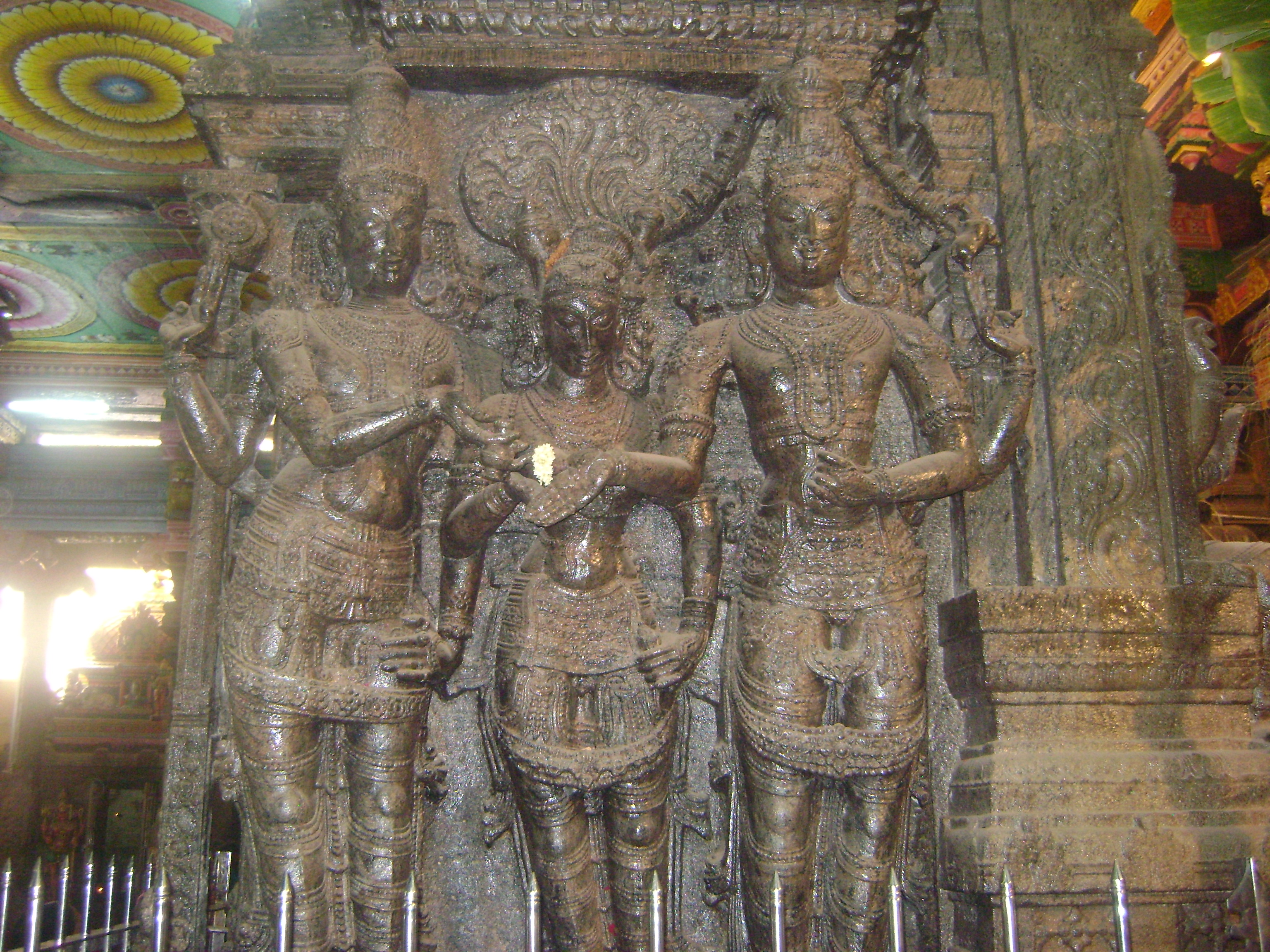
Statui din interior
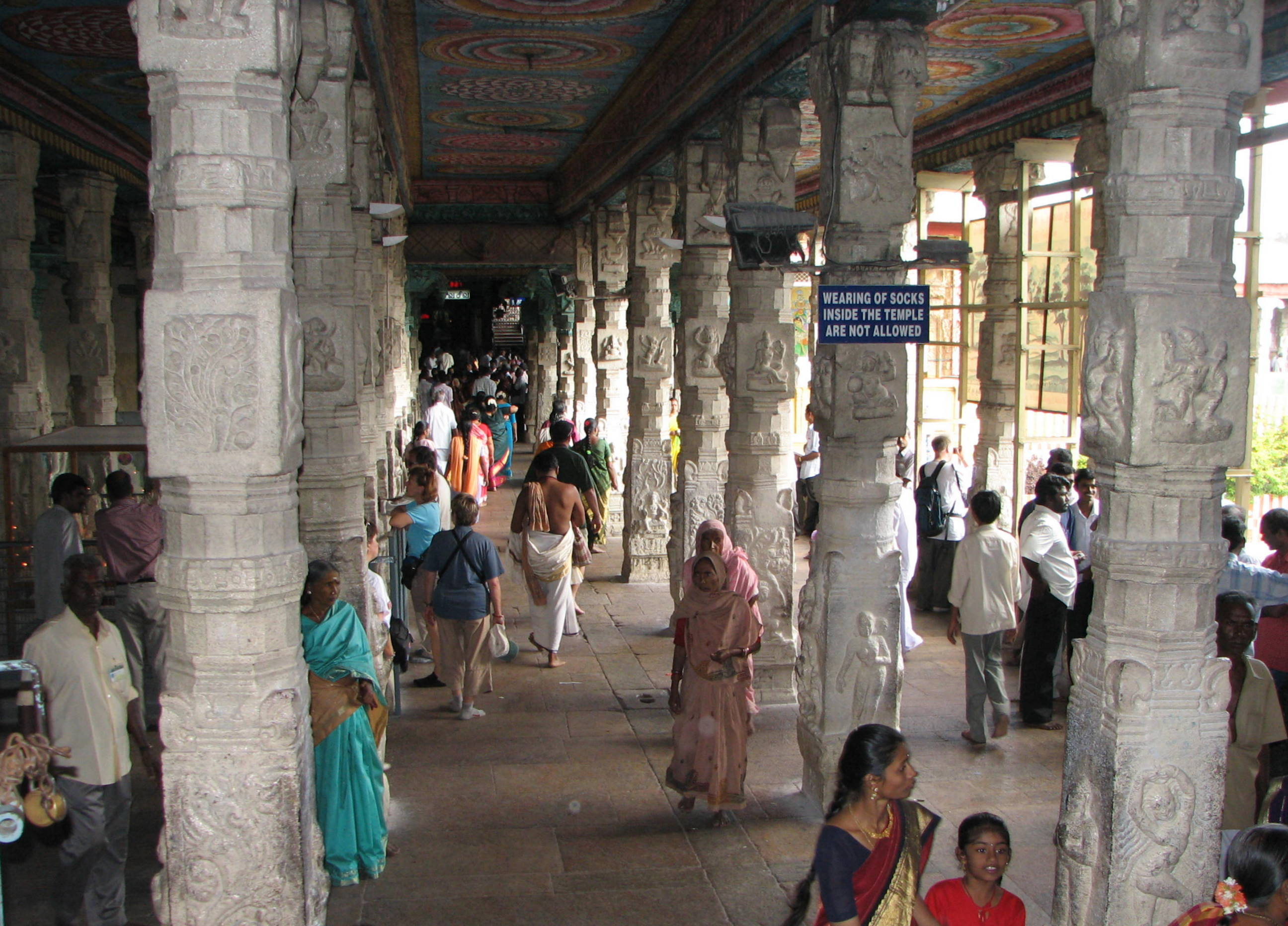
Coridor
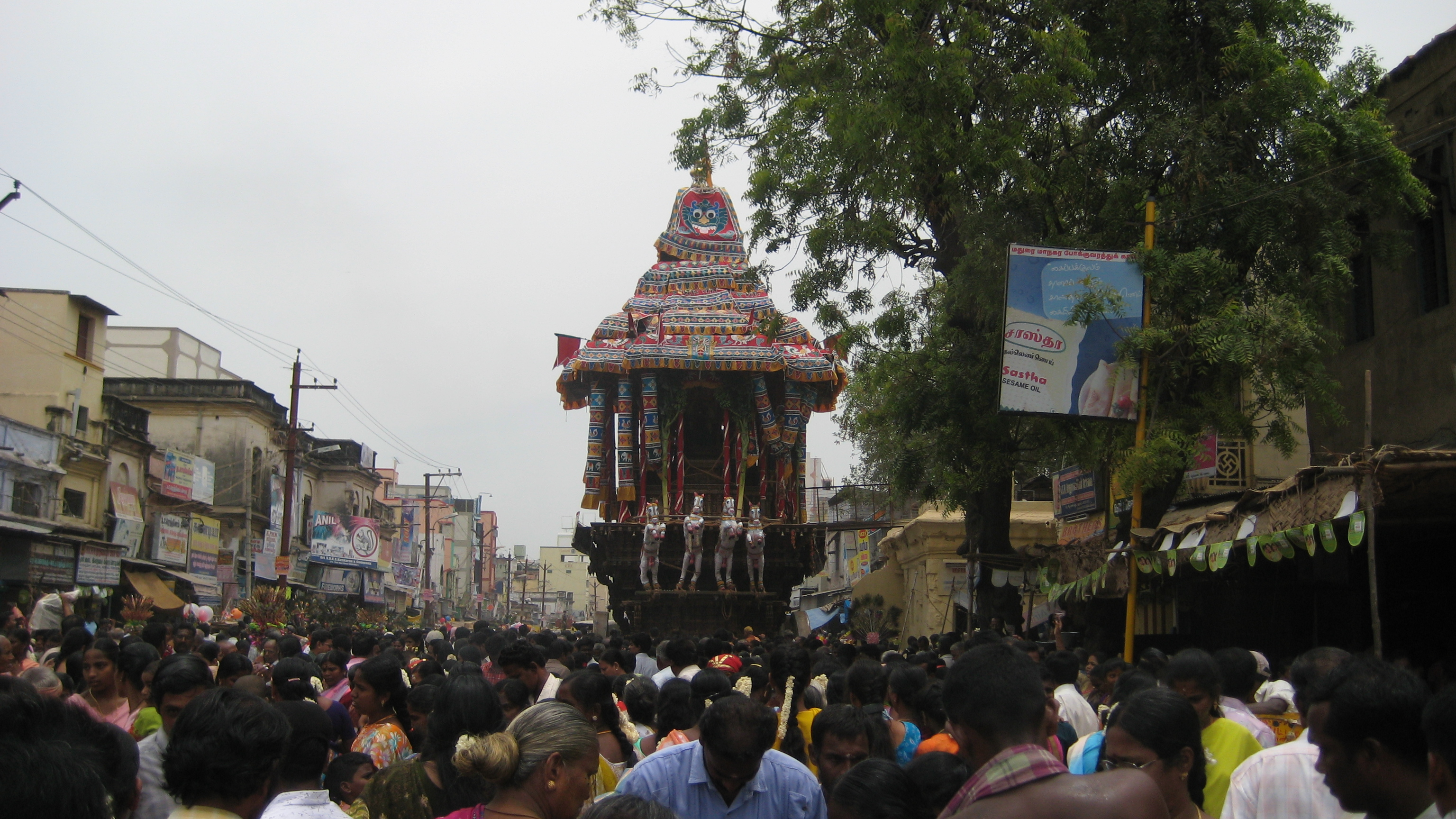
Festivalul zeiței

## Legături externe
- "Madurai Meenakshi Temple 360 View" on Dinamalar.com